# ATP de Halle de 2013
O ATP de Halle de 2013 foi um torneio da ATP World Tour de 2013, disputado em quadras de grama na cidade de Halle, na Alemanha. Esta foi a 21ª edição do evento e foi realizado no Gerry Weber Stadion. 

## Distribuição de pontos
| Evento  | V   | F   | SF | QF | Segunda rodada | Primeira rodada | Q  | Q3 | Q2 | Q1 |
| Simples | 250 | 150 | 90 | 45 | 20             | 0               | 12 | 6  | 0  | 0  |
| Duplas  | 250 | 150 | 90 | 45 | 0              | —               | —  | —  | —  | —  |

## Chave de simples

### Cabeças de chave
| País | Jogador               | Rank1 | Cabeça |
| ---- | --------------------- | ----- | ------ |
| SUI  | Roger Federer         | 3     | 1      |
| FRA  | Richard Gasquet       | 9     | 2      |
| GER  | Tommy Haas            | 14    | 3      |
| JPN  | Kei Nishikori         | 15    | 4      |
| CAN  | Milos Raonic          | 16    | 5      |
| GER  | Philipp Kohlschreiber | 19    | 6      |
| POL  | Jerzy Janowicz        | 23    | 7      |
| GER  | Florian Mayer         | 30    | 8      |

- 1 Rankings como em 27 de maio de 2013

### Outros participantes
Os seguintes jogadores receberam convites para a chave de simples:
- Cedrik-Marcel Stebe
- Jan-Lennard Struff
- Mischa Zverev

Os seguintes jogadores entraram na chave de simples através do qualificatório:
- Martin Fischer
- Riccardo Ghedin
- Jan Hernych
- Jimmy Wang

O seguinte jogador entrou na chave principal como lucky loser:
- Mirza Bašić

### Desistências
Antes do torneio
- Paolo Lorenzi
- Rafael Nadal (fadiga)
- Philipp Petzschner (lesão no ombro direito)
- Andreas Seppi
- Janko Tipsarević

## Chave de duplas

### Cabeças de chave
| País | Jogador              | País | Jogador           | Rank1 | Cabeça |
| ---- | -------------------- | ---- | ----------------- | ----- | ------ |
| PAK  | Aisam-ul-Haq Qureshi | NED  | Jean-Julien Rojer | 19    | 1      |
| AUT  | Julian Knowle        | ROU  | Horia Tecău       | 36    | 2      |
| MEX  | Santiago González    | USA  | Scott Lipsky      | 48    | 3      |
| PHI  | Treat Conrad Huey    | GBR  | Dominic Inglot    | 62    | 4      |

- 1 Rankings como em 27 de maio de 2013

### Outros participantes
As seguintes parcerias receberam convites para a chave de duplas:
- Daniel Brands /  Tobias Kamke
- Robin Kern /  Jan-Lennard Struff

### Desistências
Antes do torneio
- Philipp Petzschner (lesão no ombro direito)

## Campeões

### Simples
- Roger Federer venceu  Mikhail Youzhny, 6–7(5–7), 6–3, 6–4

### Duplas
- Santiago González /  Scott Lipsky venceram  Daniele Bracciali /  Jonathan Erlich, 6–2, 7–6(7–3)